# Уряди двірські
Уряди двірські (пол. Urzędy dworskie) — у Речі Посполитій загальна назва посадових осіб і їх відомств, які відповідали за справне функціонування двору монарха.
Уряди двірські поділялися на такі групи:
- Уряди надвірні — були пов'язані безпосередньо із обслугою монарха. У свою чергу оділялися на:
  - Уряди королівського столу, в склад яких входили:
    - Кухмістр великий коронний
    - кухмістр великий литовський
    - стольник великий коронний
    - стольник великий литовський
    - підчаший великий коронний
    - підчаший великий литовський
    - крайчий великий коронний
    - крайчий великий литовський
    - підстолій великий коронний
    - підстолій великий литовський
    - чашник великий коронний
    - чашник великий литовський

  - Уряди, які представляли велич монарха, в склад яких входили:
    - хорунжий великий коронний
    - хорунжий великий литовський
    - хорунжий надвірний коронний
    - хорунжий надвірний литовський
    - мечник великий коронний
    - мечник великий литовський
    - Конюший великий коронний
    - конюший великий литовський
    - ловчий великий коронний
    - ловчий великий литовський
    - ловчий надвірний коронний
    - ловчий надвірний литовський

- Уряди двору — це:
  -     - маршалок двірський
    - маршалок господарський
    - підкоморій надвірний коронний
    - підкоморій великий литовський
    - ложничий
    - шамбелян (камергер)
    - приватний секретар короля
    - секретар королівський
    - капелан надвірний
    - шафар
    - спижарний
    - пивничий
    - візничий
    - полковник двірських рот
    - капітан королівської гвардії
    - охмістр
    - охмістрини